# Sipra Bose
Sipra Bose (9 de noviembre de 1945 - Calcuta, 22 de abril de 2008) fue una destacada cantante india, intérprete de la música clásica indostaní, que proviene de la música tradicional de Kolkata. Ella era conocida por su representación de la música Ragpradhan, en la que interpretaba también canciones clásicas en bengalí. 
Inició su formación musical bajo Chinmoy Lahiri y se introdujo en la música Thumri y Ghazal del Lucknow gharana, bajo tutela de Begum Akhtar. Ella también trabajó con Naina Devi y Pandit Ravi Shankar.
Sus interpretaciones de la música Ghazal, especialmente su enunciación en urdu, ha sido señalado por los críticos. 
Falleció de un ataque al corazón en Calcuta el 22 de abril de 2008, su esposo es Gobindo Bose, un músico de tabla. Tuvo dos hijos y una hija.